# Weiskirchen (Rodgau)

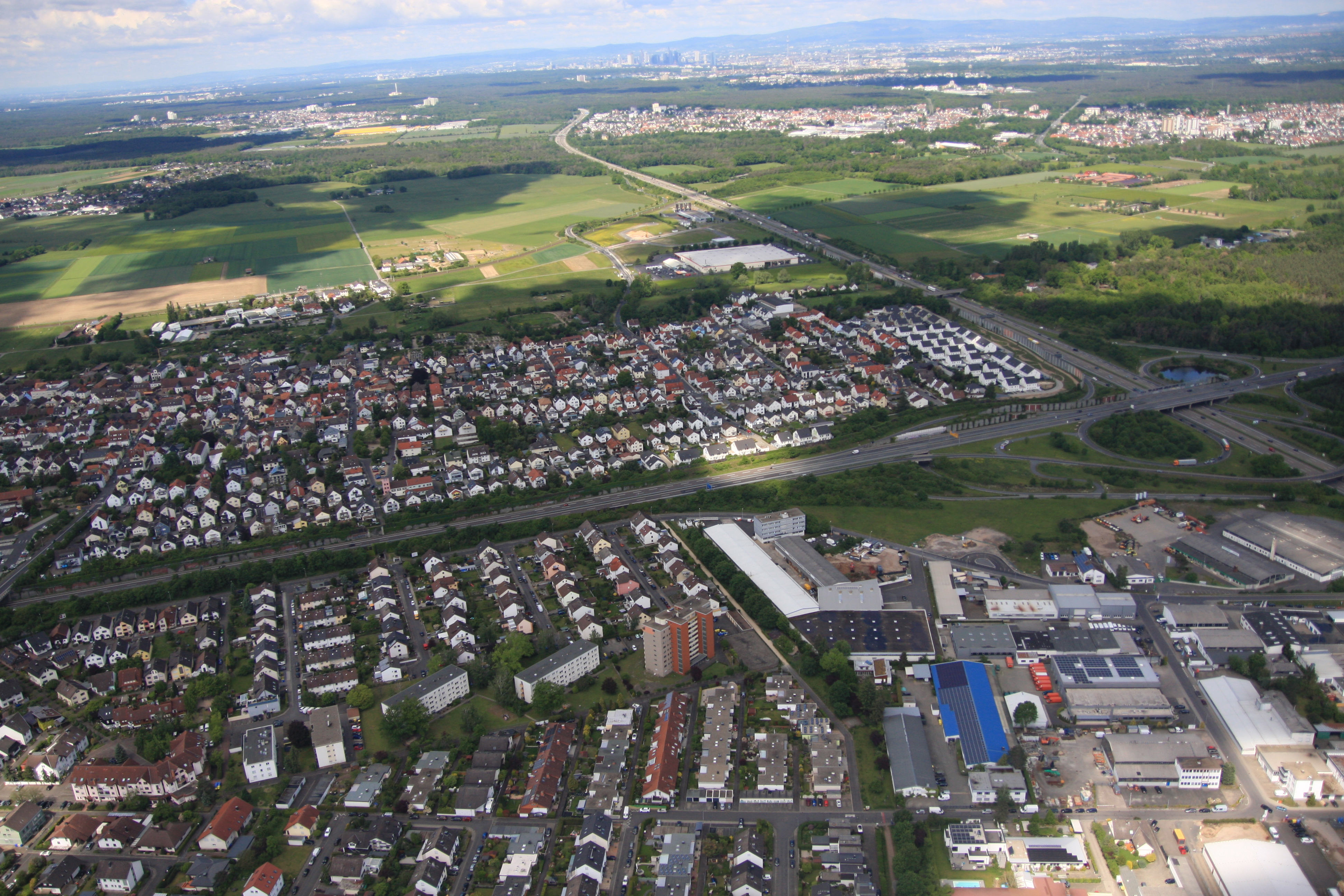
Weiskirchen von oben, Blick von Osten.

Weiskirchen ist ein Stadtteil von Rodgau im südhessischen Landkreis Offenbach.

## Geographische Lage
Weiskirchen liegt an der Rodau in der Rhein-Main-Ebene auf 122 m über NN, ca. 6 km westlich von Seligenstadt.

## Geschichte

### Mittelalter
Rund um die Kirche entstand in fränkischer Zeit ein Straßendorf. Die älteste erhaltene Erwähnung stammt von 1215. Der Ort befand sich im Besitz der Herren von Hagenhausen/Eppstein. 1305 verkaufte Äbtissin und Konvent des Klosters Marienborn ihren Hof und Einkünfte in Weiskirchen an das Kloster Seligenstadt.
Weiskirchen gehörte zur Auheimer Mark und lag im Amt Steinheim, das zunächst den Herren von Hagenhausen/Eppstein gehörte. Diese verpfändeten es ab 1371 je zur Hälfte den Grafen von Katzenelnbogen und den Herren von Hanau. 1393 gelangte das Pfand insgesamt an die Herren von Cronberg. 1425 verkaufte Gottfried von Eppstein das Amt Steinheim an das Kurfürstentum Mainz.
1397 ist eine Mühle belegt, 1473 bereits zwei. Die Meckelsmühle befand sich am Nordrand des Ortes an der Rodau und war Mitte des 20. Jahrhunderts noch in Betrieb.

### Historische Namensformen

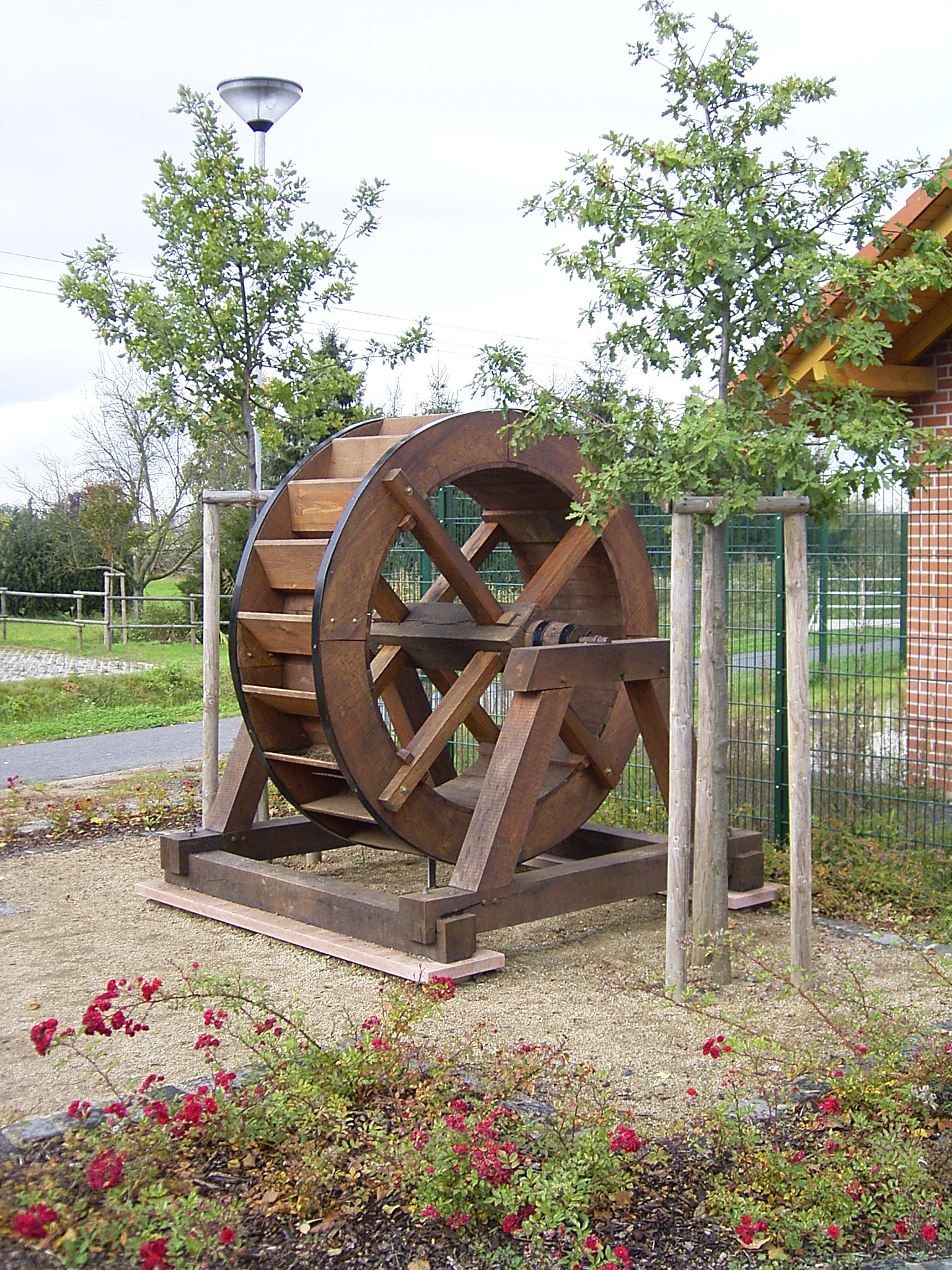
Mühlrad in Weiskirchen

In erhaltenen Urkunden wurde Weiskirchen unter den folgenden Namen erwähnt (in Klammern das Jahr der Erwähnung):
- Wichenkirhen (1287)
- Wizzinkirchin (1305)
- Wyzenkirchen (1339)
- Wyzinkirchen (1357)
- Wizsenkirchen (1371)
- Wyßinkirchin (1407)
- Wyßenkirchen (1421)
- Wissenkirchen (1473)
- Weiß Kirchen (1527)
- Wyßkirchen (1535)
- Weißkirchen (1542)
- Weyßkirchen (1642)

### Kirchengeschichte
Die Kirche mit dem Patrozinium St. Peter ad Vincula entstand schon in fränkischer Zeit. Weiskirchen war im Mittelalter Mutterkirche für die Dörfer Hainhausen und Rembrücken. Jügesheim war ab 1477 eine Filiale. Zunächst waren die Herren von Hagen-Münzenberg, nach der Münzenberger Erbschaft, ab 1256, die Herren von Hanau Patronatsherren. 1440 übertrug Graf Reinhard II. von Hanau das Patronatsrecht auf die von ihm sehr geförderte Maria-Magdalena-Kirche in Hanau. Kirchliche Mittelbehörde war in der Frühen Neuzeit das Archidiakonat St. Peter und Alexander in Aschaffenburg, Landkapitel Rodgau.

### Neuzeit
1576 werden als Grundherren in Weiskirchen u. a. das Kloster Arnsburg, der Deutsche Orden in Frankfurt, das Kloster Seligenstadt, das Kloster Patershausen, die Grafen von Isenburg und die Pfarrei Lämmerspiel genannt.
In den Jahren 1631–1634, während des Dreißigjährigen Kriegs, beschlagnahmte König Gustav II. Adolf das Amt als Kriegsbeute und stattete die nachgeborenen Hanauer Grafen Heinrich Ludwig von Hanau-Münzenberg (1609–1632) und Jakob Johann von Hanau-Münzenberg (1612–1636), die mit ihm verbündet waren, damit aus. Da beide Grafen schon bald starben und der Westfälische Friede auf das Normaljahr 1624 abstellte, kam Weiskirchen wieder an Kurmainz.
Bei der Aufteilung der Auheimer Mark 1786 erhielt Weiskirchen einen Anteil des ehemals gemeinsamen Waldes.

### Territoriale Zugehörigkeit
Bis 1821 nahm das Amt Seligenstadt Verwaltung und Rechtsprechung in Weiskirchen wahr. Mit der Verwaltungsreform im Großherzogtum Hessen in diesem Jahr wurden auch hier auf unterer Ebene Rechtsprechung und Verwaltung getrennt.
 Für die Verwaltung wurden Landratsbezirke geschaffen, die erstinstanzliche Rechtsprechung Landgerichten übertragen. Der Landratsbezirk Seligenstadt erhielt die Zuständigkeit für die Verwaltung unter anderem für das gleichzeitig aufgelöste Amt Seligenstadt. Durch verschiedene Verwaltungsreformen gehörte Weiskirchen dann ab
- 1832 zum Kreis Offenbach,
- 1848 zum Regierungsbezirk Darmstadt und
- 1852 wieder zum Kreis Offenbach. Dieser wurde 1939 in „Landkreis Offenbach“ umbenannt.[5]

Zum 1. Januar 1977 wurde Weiskirchen im Rahmen der Gebietsreform in Hessen durch den Zusammenschluss von fünf bis dahin selbstständigen Gemeinden Teil der Großgemeinde Rodgau, seit 1979 Stadt Rodgau.

### Gerichtliche Zuständigkeit
Bei der Reform 1821 übernahm das Landgericht Steinheim die erstinstanzliche Rechtsprechung in Weiskirchen, die zuvor das Amt wahrgenommenen hatte. Der Sitz des Gerichts wurde zum 1. Juli 1835 nach Seligenstadt verlegt und die Bezeichnung in „Landgericht Seligenstadt“ geändert. Mit dem Gerichtsverfassungsgesetz von 1877 wurden Organisation und Bezeichnungen der Gerichte reichsweit vereinheitlicht. Zum 1. Oktober 1879 hob das Großherzogtum Hessen deshalb die Landgerichte auf. Funktional ersetzt wurden sie durch Amtsgerichte. So ersetzte das Amtsgericht Seligenstadt das Landgericht Seligenstadt.

### Entwicklungen und Ereignisse

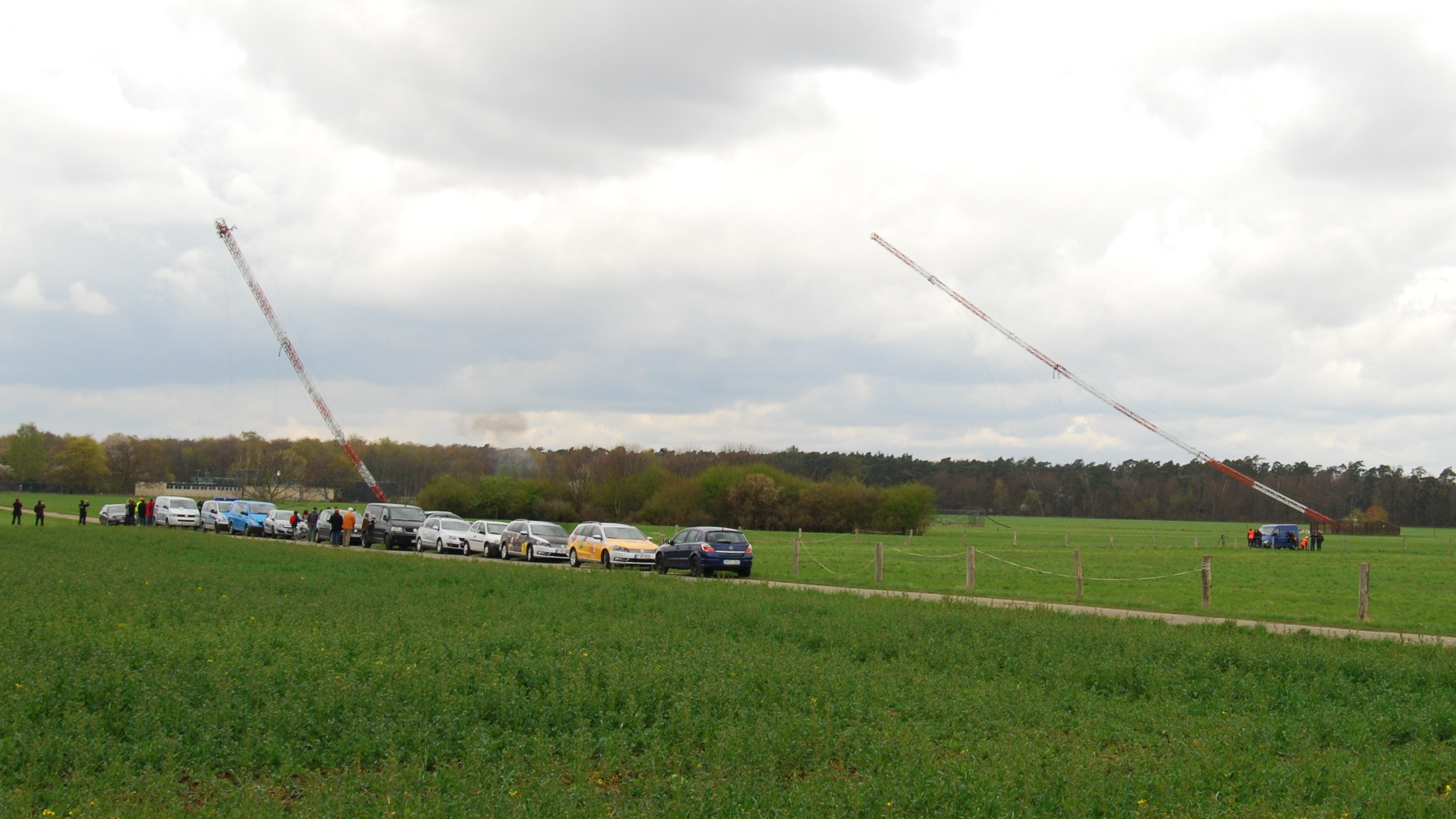
Sprengung des ehemaligen Mittelwellensenders des HR

Im Laufe des 19. Jahrhunderts wandelte sich Weiskirchen von einem Bauerndorf zu einer Arbeitergemeinde. Vom ursprünglichen Dorfkern sind heute nur noch wenige Fachwerkbauten erhalten. Während des Nationalsozialismus wurde die kleine jüdische Gemeinde ausgelöscht. Im März 2005 wurde die restaurierte kleine ehemalige Synagoge als Gedenkstätte wiedereröffnet.
Die evangelische Gustav-Adolf-Kirche besteht seit 1952.
Seit 1967 befand sich der Sender Weiskirchen, ein Mittelwellensender des Hessischen Rundfunks für die Frequenz 594 kHz am nordwestlichen Ortsrand von Weiskirchen. Der Betrieb der Anlage wurde zum 1. Januar 2010 aus Kostengründen eingestellt; im April 2012 wurden die Sendemasten gesprengt.

### Einwohnerentwicklung
Belegte Einwohnerzahlen sind:
- 1576: 37 Familien
- 1961: 848 evangelische (= 24,66 %), 2495 katholische (= 72,55 %) Einwohner

| Weiskirchen: Einwohnerzahlen von 1829 bis 1970 | Weiskirchen: Einwohnerzahlen von 1829 bis 1970 | Weiskirchen: Einwohnerzahlen von 1829 bis 1970 | Weiskirchen: Einwohnerzahlen von 1829 bis 1970 | Weiskirchen: Einwohnerzahlen von 1829 bis 1970 |
| --- | ---------------------------------------------- | ---------------------------------------------- | ---------------------------------------------- | ---------------------------------------------- |
| Jahr |                                                |                                                |                                                | Einwohner                                      |
| 1829 | 1829                                           |                                                | 575                                            | 575                                            |
| 1834 | 1834                                           |                                                | 655                                            | 655                                            |
| 1840 | 1840                                           |                                                | 725                                            | 725                                            |
| 1846 | 1846                                           |                                                | 716                                            | 716                                            |
| 1852 | 1852                                           |                                                | 771                                            | 771                                            |
| 1858 | 1858                                           |                                                | 785                                            | 785                                            |
| 1864 | 1864                                           |                                                | 685                                            | 685                                            |
| 1871 | 1871                                           |                                                | 695                                            | 695                                            |
| 1875 | 1875                                           |                                                | 731                                            | 731                                            |
| 1885 | 1885                                           |                                                | 782                                            | 782                                            |
| 1895 | 1895                                           |                                                | 920                                            | 920                                            |
| 1905 | 1905                                           |                                                | 1.157                                          | 1.157                                          |
| 1910 | 1910                                           |                                                | 1.291                                          | 1.291                                          |
| 1925 | 1925                                           |                                                | 1.474                                          | 1.474                                          |
| 1939 | 1939                                           |                                                | 1.740                                          | 1.740                                          |
| 1946 | 1946                                           |                                                | 2.238                                          | 2.238                                          |
| 1950 | 1950                                           |                                                | 2.345                                          | 2.345                                          |
| 1956 | 1956                                           |                                                | 2.781                                          | 2.781                                          |
| 1961 | 1961                                           |                                                | 3.439                                          | 3.439                                          |
| 1967 | 1967                                           |                                                | 4.474                                          | 4.474                                          |
| 1970 | 1970                                           |                                                | 4.840                                          | 4.840                                          |
| Datenquelle: Historisches Gemeindeverzeichnis für Hessen: Die Bevölkerung der Gemeinden 1834 bis 1967. Wiesbaden: Hessisches Statistisches Landesamt, 1968. Weitere Quellen: |                                                |                                                |                                                |                                                |

## Politik

### Bürgermeister
Amtszeiten der Bürgermeister vor der Gründung der Stadt Rodgau
- 1946–1947 Peter Josef Ott (SPD)[10][11]
- 1919–1933 Peter Josef Ott (SPD)

### Wappen und Flagge
Wappen

Blasonierung: „Auf blauem Grund über goldenem Boden eine silberne Kirche mit rotem Dach und goldenem Turmkreuz, der Turm von vier goldenen Mühlrädern beseitet“
Das Wappen wurde der Gemeinde Weiskirchen am 25. Februar 1958 durch den Hessischen Innenminister genehmigt. Gestaltet wurde es durch den Bad Nauheimer Heraldiker Heinz Ritt.
Das Wappen zeigt den redenden weißen Kirchturm der Kirche St. Petrus in Ketten. Die Mühlräder deuten auf die zahlreichen Mühlen entlang der Rodau hin.
Flagge
Am 24. Januar 1959 wurde der Gemeinde durch den Hessischen Innenminister eine Flagge genehmigt, die wie folgt beschrieben wird:
„Auf der breiten weißen Mittelbahn des rot-weiß-roten Flaggentuches das Gemeindewappen.“

## Sport
Über die Kommune hinaus bekannt wurde durch die Teilnahme an der Trampolin-Bundesliga so wie der Deutschen Turnliga die Spielvereinigung Weiskirchen.

## Verkehr

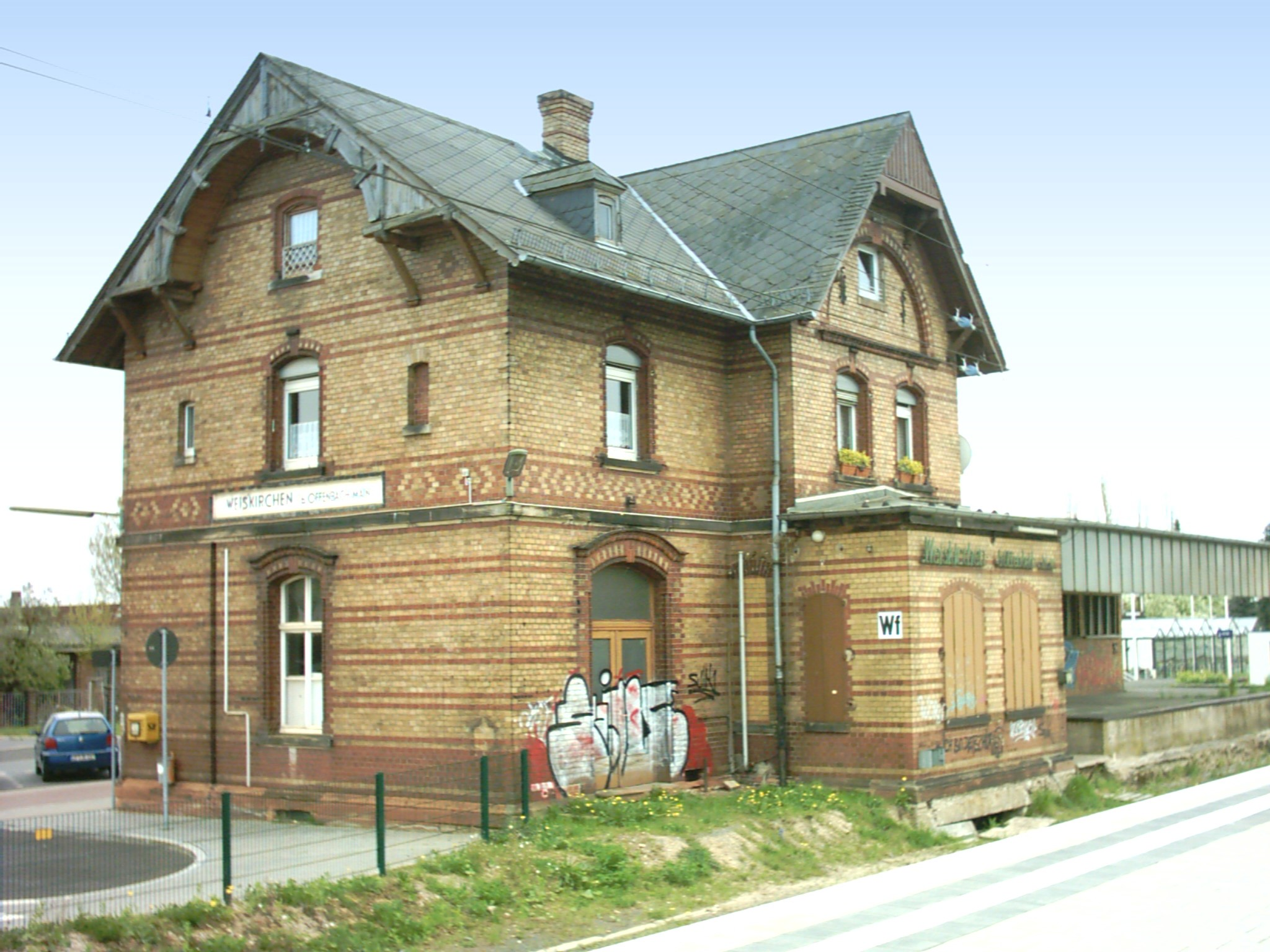
Ehemaliges Empfangsgebäude des Bahnhofs Weiskirchen, Bahnsteigseite

1896 erhielt Weiskirchen mit der Rodgaubahn Anschluss an die Eisenbahn und einen eigenen Bahnhof. Seit Ende 2003 ist es mit der S-Bahn-Linie S1 (Wiesbaden Hauptbahnhof–Ober-Roden) an das Netz der S-Bahn Rhein-Main angeschlossen.
| Linie | Verlauf | Takt                                       |
| ----- | --- | ------------------------------------------ |
| S1    | Wiesbaden Hbf – Wiesbaden Ost – Mainz-Kastel – Hochheim (Main) – Flörsheim (Main) – Eddersheim – Hattersheim (Main) – Frankfurt-Sindlingen – Frankfurt-Höchst Farbwerke – Frankfurt-Höchst – Frankfurt-Nied – Frankfurt-Griesheim – Frankfurt (Main) Hbf tief – Frankfurt (Main) Taunusanlage – Frankfurt (Main) Hauptwache – Frankfurt (Main) Konstablerwache – Frankfurt (Main) Ostendstraße – Frankfurt (Main) Mühlberg – Offenbach-Kaiserlei – Offenbach Ledermuseum – Offenbach Marktplatz – Offenbach (Main) Ost – Offenbach-Bieber – Offenbach-Waldhof – Obertshausen – Rodgau-Weiskirchen – Rodgau-Hainhausen – Rodgau-Jügesheim – Rodgau-Dudenhofen – Rodgau-Nieder-Roden – Rodgau-Rollwald – Rödermark-Ober Roden | 30 min 15 min (Hochheim–Rödermark zur HVZ) |